# Jeff Corwin
Jeffrey Corwin (* 11. července 1967) je americký ochránce přírody a moderátor televizních pořadů o zvířatech. Je známý především jako výkonný producent a moderátor seriálů Zážitky Jeffa Corwina (The Jeff Corwin Experience) z let 2001-2003 na stanici Animal Planet a Záhady oceánů s Jeffem Corwinem (Ocean Mysteries with Jeff Corwin) stanice ABC z let 2011-2016.

## Filmografie
Pozn. Originální názvy jsou uvedeny v závorce
- Divočinou s Jeffem Corwinem (Going Wild with Jeff Corwin) (1997-1999)
- Zážitky Jeffa Corwina (The Jeff Corwin Experience) (2001-2003)
- (Giant Monsters) (2003)
- Jeff Corwin na cestách (Jeff Corwin Unleshead) (2003)
- Kriminálka Miami (CSI: Miami) epizoda Death Grip (2003)
- (King of the Jungle) (2003-2004)
- Na výpravě s Jeffem Corwinem (Corwin's Quest) (2005)
- Na Aljašku s Jeffem Corwinem (Into Alaska with Jeff Corwin) (2007)
- (Planet in Peril) (2007)
- (Spring Watch USA) (2007)
- Na západ Spojených států amerických s Jeffem Corwinem (Into America's West with Jeff Corwin) (2008)
- Jeff Corwin mezi lvy (Investigation Earth with Jeff Corwin) (2008)
- (The Vanishing Frog) (2008)
- (Jeff Corwin's Wild Life) (2009)
- (Feeling the Heat) (2009)
- Jeff Corwin - Ochránce přírody (Future Earth: 100 Heartbeats) (2009)
- Extrémní kuchyně s Jeffem Corwinem (Extreme Cuisine with Jeff Corwin) (2009-2010)
- (Pound Puppies) epizoda The Really Weird Dog (2011)
- Záhady oceánů s Jeffem Corwinem (Ocean Mysteries with Jeff Corwin) (2011-2016)
- Galapágy 3D: Zázrak přírody (Galapagos 3D: Nature's Wonderland) (2014)
- Zvonilka a tvor Netvor (Tinker Bell and the Legend of the NeverBeast) (2014)
- (Ocean Treks with Jeff Corwin) (2016-2020)
- (Expedition Chesapeake) (2019)
- (Wildlife Nation with Jeff Corwin) (2021-2022)
- (Ocean Treks Conservation Connections) (2022)
- (Jeff Corwin's Alaska) (2023)
- (Wildlife Nation with Jeff Corwin: Expedition Florida) (2024)